# 九龍巴士82C線
九龍巴士82C線是九巴一條新界市區特別路線，祇於平日上午由沙田（廣源）單向開往香港科學園 ，以及於星期一至五下午由香港科學園單向開往沙田（廣源）。

## 歷史
- 2014年8月18日：本線投入服務，祇於平日星期一至六上午提供單向服務。[1][2][3]
- 2014年12月29日：總站延長至科學園第3期。
- 2015年9月5日：增設到站時間預報。[4]
- 2019年8月26日：星期一至五增設下午繁忙時間回程服務。[5]
- 2019年9月9日：往廣源方向加設「帝堡城」站。[6]
- 2020年9月14日：為配合43P不再途經大涌橋路，增設大涌橋路往香港科學園分段收費。
- 2020年11月30日：來回增加馬料水公眾碼頭分站。[7]
- 2024年6月24日：試行增加班次及調整行車路線，直至同年9月30日：[8]
  - 星期一至五由廣源開出之班次增至五班，開出時間為07:05、07:25、07:45、08:05及08:25；
  - 由科學園開出之班次增至三班，開出時間為18:05、18:15、18:25；
  - 由廣源開出之班次繞經帝逸酒店及威爾斯親王醫院。

## 服務時間及班次
沙田（廣源）開
- 星期一至五：07:05、07:25、07:45、08:05、08:25
- 星期六：18:05、18:15、18:25

香港科學園開
- 星期一至五：18:10、18:25

星期日及公眾假期不設服務

## 收費
全程：$8.0
- 濱景花園往香港科學園：$7.1
- 大學站往香港科學園：$4.5

| - 本線設有12歲以下小童及65歲或以上長者半價優惠。 - 65歲或以上香港居民使用「樂悠咭」，以及12歲以下合資格殘疾兒童使用「殘疾人士身份」個人八達通繳付車資，均可享有每程$2.0或半價（以較低者為準）的票價優惠；12至64歲合資格殘疾人士使用「殘疾人士身份」個人八達通（包括「樂悠咭」），以及60至64歲香港居民使用「樂悠咭」繳付車資，均可享有每程$2.0或全費（以較低者為準）的票價優惠。 - 65歲或以上長者如使用長者或一般個人八達通繳付車資，則只可享有半價優惠；12至64歲合資格殘疾人士如不使用「殘疾人士身份」個人八達通，以及60至64歲人士如不使用「樂悠咭」繳付車資，必須繳付全費。 - 乘客可以現金或八達通於上車時付款，不設找續。 - 每位成人乘客可免費攜帶最多兩名4歲以下而不佔座位的兒童乘客乘車，超額之4歲以下小童必須繳付小童車費乘車。 - 持有「九巴月票」之乘客在車票有效期內，每日可享最多10程任何九龍巴士及龍運巴士路線（包括本路線，以及聯營路線的九龍巴士／龍運巴士提供的班次；惟乘搭機場「A」及「NA」線則可享原價二七折優惠（不會計算每天10次合資格車程））；而B1線則每日可享最多各2程（不會計算每天10次合資格車程）。 - 九龍巴士、城巴、龍運巴士及陽光巴士全職員工及家屬（不包括外判職員）可免費乘搭本路線，惟必須拍職員或職員家屬八達通。 - 乘客亦可透過多元化電子支付系統（e度嘟）繳付車資，包括使用非接觸式VISA卡、JCB卡、萬事達卡、銀聯卡、美國運通、大來國際、Discover Card、Apple Pay、Google Pay、Samsung Pay、AlipayHK「易乘碼」、支付寶、WeChatHK／微信支付「搭車碼」、銀聯雲閃付「乘車碼」及BOC Pay「乘車碼」。乘客使用此付款方式，使用此支付方式的乘客可享有中途下車之分段收費，以及與其他九巴／龍運獨營路線或聯營線九巴／龍運班次之轉乘優惠，惟不適用於與非九巴／龍運路線之轉乘優惠，亦不能享有「公共交通費用補貼計劃」及「長者及合資格殘疾人士公共交通票價優惠計劃」。 |

## 使用車輛
現時本線獲派1輛亞歷山大丹尼士Enviro 500 12米（ATENU）雙層低地台巴士，屬沙田車廠。唯實際上此車毋需行走本線，只需行走85A線。
本線實際用車來自85A、87D、89C及281A線。
| 車隊編號  | 車牌   |
| --------- | ------ |
| ATENU1669 | SN5597 |

## 行車路線
沙田（廣源）開經：小瀝源路、廣善街、牛皮沙街、沙田圍路、小瀝源路、源康街、源順圍、牛皮沙街、插桅杆街、圓洲角巴士總站、插桅杆街、銀城街、小瀝源路、大涌橋路、石門交匯處、大老山公路、澤祥街、馬料水公共運輸交匯處、澤祥街、科學園路及科技大道西。
香港科學園開經：科技大道西、科研路、創新路、科學園路、澤祥街、馬料水公共運輸交匯處、澤祥街、大老山公路、石門交匯處、大涌橋路、小瀝源路、銀城街、插桅杆街、牛皮沙街、廣善街及小瀝源路。

### 沿線車站

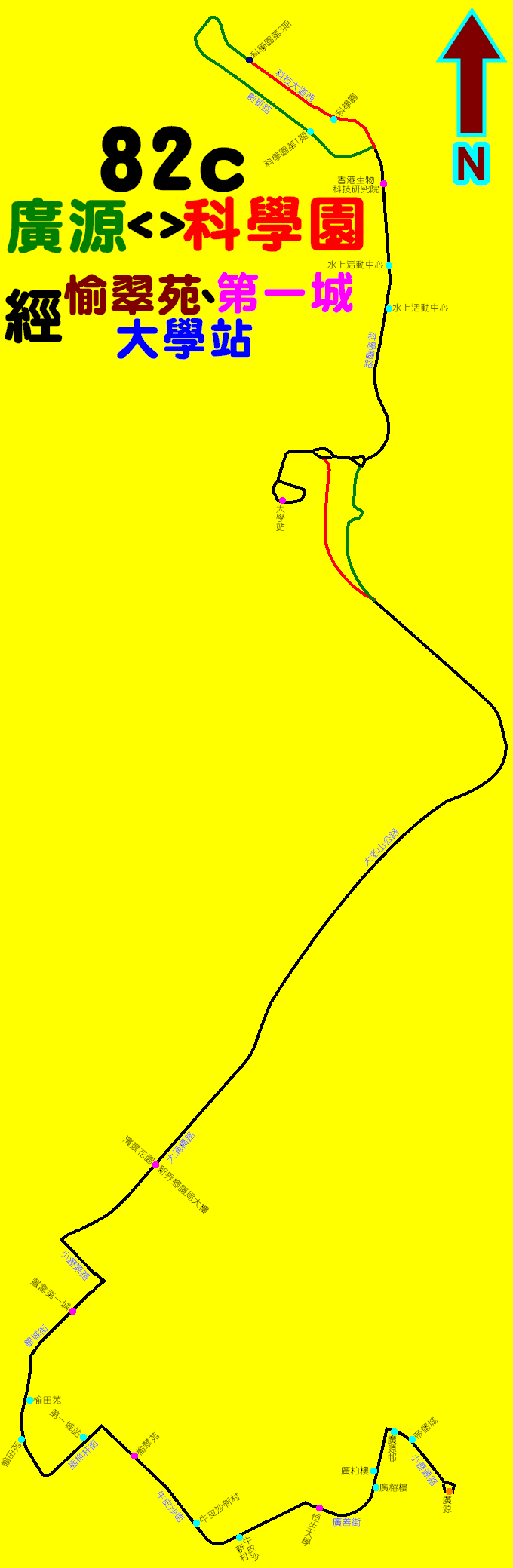
此線的走線圖

| 沙田（廣源）開 | 沙田（廣源）開             | 沙田（廣源）開       | 香港科學園開 | 香港科學園開                     | 香港科學園開         |
| 序號           | 車站名稱                   | 位置                 | 序號         | 車站名稱                         | 位置                 |
| -------------- | -------------------------- | -------------------- | ------------ | -------------------------------- | -------------------- |
| 1              | 廣源巴士總站               | 廣源巴士總站         | 1            | 香港科學園第三期                 | 科技大道西           |
| 2              | 廣源邨                     | 小瀝源路             | 2            | 科學園（第一期）                 | 創新路               |
| 3              | 廣源邨廣榕樓               | 廣善街               | 3            | 香港生物科技研究院               | 科學園路             |
| 4              | 香港恒生大學               | 廣善街               | 4            | 水上活動中心                     | 科學園路             |
| 5              | 牛皮沙新村                 | 牛皮沙街             | 5            | 馬料水公眾碼頭                   | 科學園路             |
| 6              | 帝逸酒店                   | 小瀝源路             | 6            | 大學站                           | 馬料水公共運輸交匯處 |
| 7              | 愉翠苑                     | 牛皮沙街             | 7            | 石門轉車站－新界鄉議局大樓（S5） | 大涌橋路             |
| 8              | 威爾斯親王醫院             | 圓洲角巴士總站       | 8            | 置富第一城                       | 銀城街               |
| 9              | 愉田苑                     | 銀城街               | 9            | 愉田苑                           | 銀城街               |
| 10             | 置富第一城                 | 銀城街               | 10           | 第一城站                         | 插桅杆街             |
| 11             | 石門轉車站－濱景花園（N1） | 大涌橋路             | 11           | 愉翠苑                           | 牛皮沙街             |
| 12             | 大學站                     | 馬料水公共運輸交匯處 | 12           | 牛皮沙新村                       | 牛皮沙街             |
| 13             | 馬料水公眾碼頭             | 科學園路             | 13           | 香港恒生大學                     | 廣善街               |
| 14             | 水上活動中心               | 科學園路             | 14           | 廣源邨廣柏樓                     | 廣善街               |
| 15             | 香港生物科技研究院         | 科學園路             | 15           | 帝堡城                           | 小瀝源路             |
| 16             | 香港科學園                 | 科技大道西           | 16           | 廣源巴士總站                     | 廣源巴士總站         |
| 17             | 香港科學園第三期           | 科技大道西           |              |                                  |                      |

## 載客率
根據九巴對運輸署的回覆，此線最高一小時內載客率為54%。